# Кайнар (Зайсанський район)
Кайна́р (каз. Қайнар) — село у складі Зайсанського району Східноказахстанської області Казахстану. Входить до складу Айнабулацького сільського округу.
Населення — 356 осіб (2021; 364 у 2009, 406 у 1999, 370 у 1989).
Національний склад станом на 1989 рік:
- казахи — 100 %

До 2010 року село називалось Октябрське.